# سارو اورزی
سارو اورزی (ایتالیایی: Saro Urzì؛ ‏ ۲۴ فوریهٔ ۱۹۱۳ – ۱ نوامبر ۱۹۷۹) کارگردان و بازیگر اهل ایتالیا بود. 

## بخشی از فیلم‌شناسی
- پدرخوانده
- شیطان را بران
- مهاجرت
- انتقام دزدان دریایی
- شاهین نیل
- دن کامیلو: عالی‌جناب
- دن کامیلو و عالی‌جناب پپونه
- حقایق قتل
- من، من، من… و دیگران
- عشق‌بازان

## جوایز
- جایزه بهترین بازیگر مرد جشنواره فیلم کن (۱۹۶۴)
- جایزه انجمن ملی فیلم ایتالیا بهترین بازیگر مرد (۱۹۶۵)
- جایزه انجمن ملی فیلم ایتالیا بهترین بازیگر نقش مکمل مرد (۱۹۴۹)